# Thunderbox
Thunderbox es el séptimo álbum de estudio de la banda estadounidense Humble Pie. Fue publicado el 22 de febrero de 1974 a través de A&M Records.

## Recepción de la crítica
Un escritor no especificado de la revista Cash Box escribió: “Como de costumbre, la voz principal de Steve Marriott está llena de poder y el resto de la banda explota en la impresionante canción que da nombre al álbum. Humble Pie continúa sorprendiendo a todos con sus vastas reservas de energía, una característica que cualquier banda envidiaría”. Un escritor no especificado de Billboard escribió: “La sólida musicalidad de la banda se ve favorecida por el trabajo de respaldo vocal de los Blackberries, quienes brindan una calidad de alma al intenso entusiasmo del rock. Aunque esta banda ha estado tranquila últimamente, este nuevo trabajo podría revitalizar su presencia en la escena del rock estadounidense”.

## Lista de canciones
| Lado uno |                          |                                       |          |  |
| N.º      | Título                   | Escritor(es)                          | Duración |  |
| 1.       | «Thunderbox»             | Clem Clempson Steve Marriott          | 5:16     |  |
| 2.       | «Groovin' with Jesus»    | Bennie Swartz Gene Barge              | 2:18     |  |
| 3.       | «I Can't Stand the Rain» | Don Bryant Bernard Miller Ann Peebles | 4:17     |  |
| 4.       | «Anna (Go to Him)»       | Arthur Alexander                      | 3:42     |  |
| 5.       | «No Way»                 | Marriott Greg Ridley                  | 2:48     |  |
| 6.       | «Rally with Ali»         | Humble Pie                            | 2:49     |  |

| Lado dos |                         |                  |          |  |
| N.º      | Título                  | Escritor(es)     | Duración |  |
| 1.       | «Don't Worry, Be Happy» | Humble Pie       | 2:54     |  |
| 2.       | «Ninety-Nine Pounds»    | Bryant           | 2:47     |  |
| 3.       | «Every Single Day»      | Clempson         | 3:46     |  |
| 4.       | «No Money Down»         | Chuck Berry      | 4:25     |  |
| 5.       | «Drift Away»            | Mentor Williams  | 3:57     |  |
| 6.       | «Oh La-De-Da»           | Phillip Mitchell | 4:32     |  |

## Créditos y personal
Créditos adaptados desde las notas de álbum de Thunderbox.
Personal técnico
- Humble Pie – productor, arreglos
- Steve Marriott – ingeniero de audio
- Jerry Shirley – ingeniero asistente
- Alan O'Duffy – edición
- Hipgnosis – diseño de portada
- Colin Elgie – ilustración

## Posicionamiento
| Gráfica (1974)                            | Pico de posición |
| ----------------------------------------- | ---------------- |
| Canadá (RPM Top Albums)                   | 58               |
| Estados Unidos (Billboard Top LPs & Tape) | 52               |